# Los perros de Deng Xiaoping
«Los perros de Deng Xiaoping» es el nombre historiográfico contemporáneo con el que se conoce a los sucesos de la mañana del 26 de diciembre de 1980 cuando la ciudad peruana de Lima amaneció con varios perros callejeros colgados en importantes avenidas.
La acción fue realizada por la organización terrorista Sendero Luminoso como protesta a la reforma económica de apertura poco ortodoxa del líder chino Deng Xiaoping, que se distanciaba de los pensamientos de Mao Zedong, fundador de la República Popular China. Sendero Luminoso se consideraba de línea maoísta radical y ortodoxa. La matanza de perros en el marco del conflicto armado interno es la mayor masacre contra canes que ocurrió en Perú.

## Contexto histórico

### Relación de Sendero Luminoso con el comunismo chino
El fundador de Sendero Luminoso, Abimael Guzmán, era un ferviente seguidor de Mao Zedong, incluso llegó a viajar dos veces a la incipiente República Popular China para aprender sobre el maoísmo y ver el desarrollo de la llamada Revolución Cultural. El mismo Guzmán consideraba a la doctrina de su movimiento, el pensamiento Gonzalo, como la cuarta línea ideológica que acompañaría al marxismo-leninismo-maoísmo.
Tras la muerte de Mao, la nueva administración de Deng Xiaoping tildó el resultado de las políticas maoístas como fracasos, aunque Deng seguía siendo comunista, tomó posturas opuestas hacia las políticas clásicas en el país, ante la gran hambruna china y la pugna de poderes. Guzmán se tomó de forma personal el cambio de rumbo de China, culpando al reformista chino de traidor a Mao, de «seguidor del camino capitalista» y tildándolo de «perro».

### Preparativos senderistas para Lima
Paralelamente Sendero Luminoso aún no era tomada con seriedad por las autoridades limeñas, a pesar de que según el Centro de Estudios y Promoción de Desarrollo (DESCO), para finales de 1980 ya había cometido 219 atentados terroristas en todo el país.

## Sucesos
El primer perro visto fue a las seis de la mañana, posterior a la Navidad, en la intersección de las avenidas Tacna y Nicolás de Piérola, con un letrero que advertía tener una bomba en el cadáver del animal, ante la tensión de la gente. Miembros del Escuadrón de Emergencia de la Guardia Civil retiraron al animal muerto y constataron que la amenaza de bomba era falsa. El jefe del Escuadrón Armando Mellet informó que el animal había sido apaleado, estrangulado y además portaba un tubo de plástico metido por la boca a la fuerza. Posteriormente se registraron otras siete llamadas en donde retiraron otros perros colgados, en total uno por cada lugar.
| Puntos en donde se encontraron perros colgados |
| --- |
| Intersección de la Avenida Tacna con Nicolás de Piérola, cerca al Edificio Tacna-Colmena. |
| Cruce de jirón Moquegua con la avenida Tacna, en este cadáver se encontró el primer escrito con el nombre «Teng Siao Ping», cerca del desaparecido Cine Tacna.                                                                                  |
| Avenida Tacna n.º 413, en este cadáver se encontró el escrito «Teng Siao Ping hijo de perra», frente al Santuario y Monasterio de Las Nazarenas.                                                                                                |
| Avenida Emancipación con jirón Camaná, al frente de la sede actual del Ministerio de la Mujer y Poblaciones Vulnerables y cerca a la estación Jirón de la Unión del Metropolitano. Es el único punto del cual no se tiene registro fotográfico. |
| Jirones Lampa y Cuzco. |
| Jirón Lampa y la avenida Nicolás de Piérola, frente a la Plaza de la Democracia, cerca de la estación Colmena del Metropolitano. |
| Avenida Abancay con Nicolás de Piérola, frente al Edificio Javier Alzamora Valdez. |
| Fuente |

Para las autoridades policiales los responsables eran algún grupo comunista no especificado. Años más adelante Sendero Luminoso reconoció su autoría. Según Carlos Tapia, exmiembro de la Comisión de la Verdad y Reconciliación, Abimael había dado la orden de forma directa:

Por eso Abimael Guzmán mandó a colgar a esos perros. Fue como un mensaje que quiso dar para que el mundo supiera que en el Perú había un grupo de comunistas, maoístas, y sobre todo seguidores de la Revolución Cultural que odiaban al ‘perro de Teng Siao Ping’.

Además la fecha escogida, 26 de diciembre, era también la fecha de nacimiento de Mao Zedong.

## Otros animales y contexto
En total, Sendero Luminoso, según el periodista César Hildebrandt, mató más de 2 millones de animales de todo tipo en el transcurso de las dos décadas entre 1980 y 2000. La mayor parte de estos animales, de acuerdo a los académicos consultados, formaban parte de los programas de crianza de ganado. Esto se contextualizaba en las acciones económicas de guerra de guerrillas en contra del sistema:
"Los senderistas mataban a los gerentes de las empresas y los colgaban de los árboles. Destruían la maquinaria, la infraestructura y asesinaban a los animales", declaró al semanario Harold Rafael Chávez, un veterinario que durante esa época fue gerente de una Sociedad Agrícola de Interés Social (SAIS).

## En la cultura popular
El 10 de septiembre de 2015 el diario La República hizo publicación de un artículo llamado Unos perros colgados en la Colmena en donde criticaba que el entonces ministro de Justicia José Luis Pérez Guadalupe del gobierno del presidente Ollanta Humala compare la delincuencia ciudadana con el terrorismo, en la parte final del artículo explica de manera sarcástica que no importe como sea tipificada la delincuencia, todo seguirá igual:

Como vamos, no sorprendería que un día de estos aparezcan perros colgados en los postes de La Colmena con carteles contra Xi Jinping [presidente chino].
Unos perros colgados en la Colmena, La República, 10 de septiembre de 2015.

La Colmena es una zona cercana a las avenidas Nicolás de Piérola y Tacna, lugar donde se registró el primer perro colgado de los sucesos del 26 de diciembre de 1980.